# Qiao Hong
Qiao Hong (乔红S; 喬紅T; Qiáo HóngP; Wuhan, 21 novembre 1968) è una tennistavolista cinese.

## Palmarès
- Olimpiadi
  - Barcellona 1992: oro nel doppio e argento nel singolo
  - Atlanta 1996: oro nel doppio e bronzo nel singolo

- Mondiali
  - 1989: oro nel singolo e oro nel doppio
  - 1991: bronzo nel singolo e argento nel doppio
  - 1993: argento nel doppio
  - 1995: argento nel singolo e oro nel doppio